# Saint-Prix, Allier
Saint-Prix là một xã ở tỉnh Allier thuộc miền trung nước Pháp.